# Carlos Coolidge

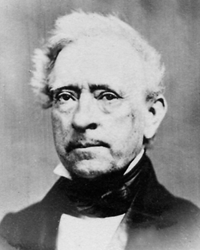
Carlos Coolidge

Carlos Coolidge (* 25. Juni 1792 in Windsor, Vermont; † 15. August 1866 ebenda) war ein US-amerikanischer Politiker und von 1848 bis 1850 Gouverneur des Bundesstaates Vermont.

## Frühe Jahre und politischer Aufstieg
Carlos Coolidge besuchte bis 1811 das Middlebury College. Nach einem anschließenden zweijährigen Jurastudium und seiner Zulassung als Rechtsanwalt wurde er in seiner Heimatstadt Windsor in diesem Beruf tätig. Coolidge blieb sein ganzes Leben lang neben seinen politischen Aktivitäten Anwalt. In Windsor war er außerdem Friedensrichter.
Von 1831 bis 1836 war Coolidge Bezirksanwalt und zwischen 1834 und 1842 war er mehrfach Abgeordneter im Repräsentantenhaus von Vermont. Ab 1839 war er Präsident dieser Kammer. Coolidge war Mitglied der Whig Party. Wie die meisten seiner Parteifreunde in Vermont war auch Coolidge ein Gegner der Annexion von Texas und des Mexikanisch-Amerikanischen Krieges. Sowohl 1848 als auch 1849 war Coolidge Kandidat seiner Partei für die Gouverneurswahlen. Bei beiden Wahlen kam es zu keiner ausreichenden Mehrheit, so dass jeweils die Legislative den Gouverneur bestimmen musste. Die entschied sich in beiden Fällen für Coolidge.

## Gouverneur von Vermont
Coolidge trat sein neues Amt am 1. Oktober 1848 an und amtierte bis zum 11. Oktober 1850. In dieser Zeit wurde in Vermont ein Beschluss gefasst, nach dem man den Anschluss der Provinz Kanada an die Vereinigten Staaten unterstützte, sofern das nicht die friedlichen Beziehungen zu Großbritannien belastete. Hintergrund war immer noch der Anschluss von Texas an die USA. Darin sah man in den Nordstaaten und damit auch in Vermont eine Verschiebung der politisch-geographischen Landkarte zu Gunsten der Südstaaten. Diese Verschiebung hätte sich durch einen Anschluss von Kanada mehr als ausgleichen lassen. Allerdings kam es auf Bundesebene zu keinen Aktivitäten in diese Richtung, weil man realistisch genug war, um die Undurchführbarkeit eines solchen Planes einzusehen. In Coolidges Amtszeit wurde das Gerichtssystem des Staates reformiert.
Nach dem Ende seiner Amtszeit setzte Coolidge seine Laufbahn als Rechtsanwalt fort. Er starb im August 1866. Mit seiner Frau Harriet Bingham hatte er zwei Kinder. Carlos Coolidge war auch weitläufig mit Calvin Coolidge verwandt, der zwischen 1923 und 1929 Präsident der Vereinigten Staaten werden sollte.